# The Healing Powers of Dude (serie)
The Healing Powers of Dude (¡Guau, qué amigo! en español) es una serie de televisión de comedia estadounidense creada por Erica Spates y Sam Littenberg-Weisberg que se estrenó el 13 de enero de 2020 en Netflix.

## Sinopsis
Noah Ferris, un niño de 11 años con trastorno de ansiedad social debe enfrentar sus miedos y empezar la secundaria. Después de no tener éxito en su primer día, sus padres deciden regalarle un perro de apoyo emocional para ayudarlo a controlar su trastorno.

## Reparto

### Principal
- Jace Chapman como Noah Ferris, un niño de 11 años con trastorno de ansiedad social.
- Larisa Oleynik como Karen Ferris, madre de Noah y abogada.
- Mauricio Lara como Simón, amigo extrovertido de Noah con un alter ego que él llama Turbo.
- Sophie Kim como Amara, amiga inteligente y discapacitada de Noah.
- Laurel Emory como Embry Ferris, la hermana menor de Noah que tiene un don para la moda.
- Steve Zahn como la voz de Dude, el perro de apoyo emocional de Noah.
- Tom Everett Scott como Marvin Ferris, el padre de Noah y Embry y el esposo de Karen, que era artista antes de comenzar a educar en casa a Noah y está comenzando a dedicarse al arte nuevamente.

### Recurrente
- Peter Benson como director Myers, director de la escuela secundaria Roosevelt.
- Raylene Harewood como la Sra. Fleckberg, maestra de inglés de Amara, Noah y Simón en la escuela secundaria Roosevelt.
- Gabrielle Quinn como Valerie, romance de Noah que comparte su amor por la música.
- Ethan Farrell como Dale, uno de los gemelos que acosan a Simón.
- Vanessa Przada como Destin una de los gemelos que acosan a Simón.
- Katy Colloton como la voz de la Sra. Grumpy Pants, la caniche de una vecina.

## Producción

### Desarrollo
El 20 de junio de 2019, Netflix anunció que había empezado la producción para una primera temporada que constaría de ocho episodios. The Healing Powers of Dude fue creado por Erica Spates y Sam Littenberg-Weisberg, de quienes también se esperaba que produjeran de manera ejecutiva junto a Richie Keen y Dan Lubetkin. La serie fue lanzada el 13 de enero de 2020 mediante la plataforma Netflix. 

### Casting
Junto con el anuncio inicial de la serie, se confirmó que Tom Everett Scott , Larisa Oleynik , Laurel Emory, Mauricio Lara, Sophie Jaewon Kim, Dude the Dog, Jace Chapman habían sido elegidos como protagonistas.

### Rodaje
El rodaje para la primera temporada comenzó el 14 de junio de 2019 y terminó el 13 de agosto de 2019 en Vancouver, Columbia Británica.

## Episodios
| No. | Título                            | Dirigido por     | Escrito por                            | Fecha de lanzamiento original |
| --- | --------------------------------- | ---------------- | -------------------------------------- | ----------------------------- |
| 1   | "Segundo paso: encontrar al aula" | Richie Keen      | Erica Spates y Sam Littenberg-Weisberg | 13 de enero de 2020           |
| 2   | "Conocerte"                       | Richie Keen      | Erica Spates y Sam Littenberg-Weisberg | 13 de enero de 2020           |
| 3   | "Parte del jeugo"                 | Yulin Kuang      | Rick Singer                            | 13 de enero de 2020           |
| 4   | "El señor del autobús"            | Yulin Kuang      | Angeli Millan                          | 13 de enero de 2020           |
| 5   | "El musical escolar"              | Steven Tsuchida  | Alegría regullano                      | 13 de enero de 2020           |
| 6   | "Tesoro enterrado"                | Richie Keen      | Conor Hanney                           | 13 de enero de 2020           |
| 7   | "La fiesta del terror"            | Richie Keen      | Rick Singer                            | 13 de enero de 2020           |
| 8   | "Aquí estaré"                     | John Fortenberry | Erica Spates y Sam Littenberg-Weisberg | 13 de enero de 2020           |